# Fans (canção)
"Fans" é uma canção da banda americana de rock Kings of Leon. É o segundo single lançado do álbum Because of the Times. Na letra, a canção presta uma homenagem aos fãs britânicos da banda, onde a banda fazia mais sucesso que em sua terra natal. Já musicalmente, a música é tocada por uma guitarra e também por um violão, com um baixo bem forte. A canção foi liberado como single em 9 de julho de 2007 e foi o maior sucesso da banda até aquele momento, chegando a posição n° 13 no UK Singles Chart. O single também chegou a posição n° 19 no Irish Singles Chart.

## Gráficos
| Gráfico (2007–2008)                           | Melhor posição |
| --------------------------------------------- | -------------- |
| Bélgica (Ultratip Bubbling Under de Flandres) | 13             |
| Irlanda (IRMA)                                | 13             |
| Nova Zelândia (Recorded Music NZ)             | 23             |
| Polish Singles Chart                          | 34             |
| Reino Unido (Official Charts Company)         | 13             |

## Faixas
| CD / 7" vinil |           |         |  |
| N.º           | Título    | Duração |  |
| 1.            | "Fans"    | 3:36    |  |
| 2.            | "Woo Hoo" | 3:31    |  |